# Hotel del Prado
L'Hotel del Prado è uno storico edificio situato all'interno del Parco del Prado di Montevideo in Uruguay.

## Storia
Il palazzo venne realizzato nel 1912 secondo il progetto degli architetti Juan Veltroni e Jules Knab, vincitori del concorso organizzato dal municipio nel 1890, venendo poi inaugurato il 15 settembre dello stesso anno. Negli anni successivi nelle sue sale da tè e delle feste e nel suo casinò andava a trascorrere il tempo l'aristocrazia uruguayana. Nel corso della sua storia il palazzo ha ospitato importanti celebrità internazionali, prima fra tutte il futuro re del Regno Unito Edoardo VIII, che visitò l'Uruguay nel 1925, quando ancora era principe del Galles.
Il palazzo è stato dichiarato Monumento storico nazionale nel 1975.